# Hydrophiloidea
Die Hydrophiloidea sind eine Überfamilie der Polyphaga innerhalb der Käfer (Coleoptera). Sie sind weltweit vertreten und umfassen vier Familien mit etwa 475 Gattungen und 6600 Arten.

## Merkmale
Die Arten der Histeridae sind 1–25 Millimeter lang, die der anderen drei Familien 1–50 Millimeter. Die Unterfamilie wird durch folgende Autapomorphien der Imagines definiert: verkümmerte Stigmen am achten Hinterleibssegment, die seitlichen Sklerite des neunten Tergums sind beim Männchen dorsal verwachsen und bilden dadurch vorne eine schmale Brücke, das achte Fühlerglied ist kelchförmig, die Fühler haben an der Spitze eine dreigliedrige Keule und mit Ausnahme einiger Wasserkäfer sind röhrenförmige Drüsen an den Mandibeln ausgebildet. 
Die Autapomorphien der Larven sind: ihre räuberische Lebensweise, der Kopf, dessen Mundwerkzeuge deutlich nach vorne gerichtet (prognath oder hyperprognath) sind, die befransten Epistomallappen der Kopfseiten, die fehlende Frontoclypealnaht, die fehlende Häutungsnaht (Ecdysialnaht) im dritten Larvenstadium, die zurückgebildete Mola der Mandibeln, das mit der Kopfkapsel verwachsene Labrum, die mit Ausnahme einiger Wasserkäfer ausgebildeten Haarbüschel (Penicillus) an den Mandibeln, die Sinneshärchen am äußeren Rand des vorletzten Fühlergliedes, die nicht ausgebildeten Lacinia und Galea, die langgestreckt fühlerartig modifizierte Maxille, das innen nahe der Spitze ein abgewinkeltes Anhängsel aufweisende erste Glied der Palpen (Palpifer), die am zentralen Teil der Kopfkapsel entspringenden Verzweigungen des Tentoriums, die lediglich bei den Unterfamilien Spercheinae und Hydrochinae am vorderen Teil entspringen, die doppelporigen Stigmen und der stark membranöse Hinterleib. Die Puppe hat funktionslose Stigmen auf dem ersten Hinterleibssegment.

## Lebensweise
Die Hydrophiloidea haben sehr unterschiedliche Lebensweisen. Man findet Arten sowohl an Land, wie auch im Wasser. Die Imagines ernähren sich räuberisch, von Aas oder von pflanzlicher Nahrung, die Larven sind in der Regel räuberisch.

## Taxonomie und Systematik
Die Hydrophiloidea sind eine taxonomisch gut abgegrenzte und begründete Gruppe. Zwar gibt es Autoren, die die Stutzkäfer in eine eigene Überfamilie, die Histeroidea, stellen, dies ist jedoch auf Grund der morphologischen und biologischen Gemeinsamkeiten der vier Familien nicht gerechtfertigt. Die Monophylie der Überfamilie ist durch die zahlreichen Autapomorphien der Imagines und Larven gut begründet. Bei einer phylogenetischen Untersuchung von Hansen (1997) ergab sich ein Schwesterverhältnis zwischen den Hydrophiloidea und den Scarabaeoidea; dieses Verwandtschaftsverhältnis ist jedoch noch nicht vollständig geklärt. Kristensen & Beutel (2005) folgen der Ansicht von Lawrence & Newton (1982), wonach die Hydrophiloidea eine Schwestergruppe der Staphylinoidea sind und gemeinsam die Teilordnung der Staphyliniformia bilden.
Die Überfamilie umfasst folgende Familien:
- Wasserkäfer oder Kolbenwasserkäfer (Hydrophilidae) (ca. 2800 Arten)
- Scheinstutzkäfer (Sphaeritidae) (3 Arten)
- Synteliidae (9 Arten)
- Stutzkäfer (Histeridae) (ca. 3800 Arten)

## Belege